# Oniscus lusitanus
Oniscus lusitanus is een pissebed uit de familie Oniscidae. De wetenschappelijke naam van de soort is voor het eerst geldig gepubliceerd in 1909 door Karl Wilhelm Verhoeff.